# All We Know of Heaven, All We Need of Hell
All We Know of Heaven, All We Need of Hell  es el segundo álbum de la banda PVRIS. Fue lanzado por Rise Records el 25 de agosto de 2017 El primer sencillo "Heaven" fue lanzado el 30 de abril de 2017.

## Lanzamiento
El 1 de mayo, All We Know of Heaven, All We Need of Hell fue anunciado inicialmente para su lanzamiento el 4 de agosto. Sin embargo, el 18 de julio, el lanzamiento fue empujado de nuevo al 25 de agosto debido a "ajustes de última hora de producción".

### Sencillos
El 30 de abril de 2017, PVRIS estrenó el primer sencillo "Heaven" del álbum en Radio 1 Rock Show de la BBC.
El 13 de junio, PVRIS estrenó "What's Wrong" en el programa de BBC Radio 1 de Annie Mac como el segundo sencillo del álbum.
El 23 de agosto, PVRIS lanzó su tercer sencillo  de su álbum "Anyone Else" promocionándolo en sus redes sociales.

## Recepción
Antes de su lanzamiento, Alternative Press incluyó el álbum en su lista de los álbumes más esperados del año. George Garner de Q dijo que el álbum "marca una intensificación de esa oscuridad latente y expansividad musical" como se oye en el ruido blanco.

## Lista de canciones
Todas las canciones escritas y compuestas por PVRIS. 
| N.º | Título         | Duración |  |
| 1.  | «Heaven»       | 4:14     |  |
| 2.  | «Half»         | 4:30     |  |
| 3.  | «Anyone Else»  | 4:35     |  |
| 4.  | «What's Wrong» | 4:59     |  |
| 5.  | «Walk Alone»   | 5:12     |  |
| 6.  | «Same Soul»    | 3:46     |  |
| 7.  | «Winter»       | 3:46     |  |
| 8.  | «No Mercy»     | 3:59     |  |
| 9.  | «Separate»     | 4:18     |  |
| 10. | «Nola 1»       | 3:38     |  |

## Posicionamiento en lista
| Lista (2017)                            | Posiciones |
| --------------------------------------- | ---------- |
| Australian Albums (ARIA)                | 12         |
| Austria (Ö3 Austria)                    | 51         |
| Bélgica (Ultratop flamenca)             | 80         |
| Canadá (Billboard Canadian Albums)      | 45         |
| Países Bajos (Album Top 100)            | 81         |
| Irlanda (IRMA)                          | 21         |
| New Zealand Heatseekers Albums (RMNZ)   | 1          |
| Suiza (Schweizer Hitparade)             | 71         |
| Reino Unido (UK Albums Chart)           | 4          |
| Estados Unidos (Billboard 200)          | 41         |
| Estados Unidos (Top Alternative Albums) | 4          |
| Estados Unidos (Top Rock Albums)        | 4          |

## Personal
PVRIS
- Lynn Gunn – voz principal, guitarra
- Brian MacDonald – bajo, armonías vocales
- Alex Babinski – guitarra, teclados